# فراغ كمي
بالنسبة للفيزيائي الفراغ كان دائما مفهوم صعب التحديد. الفيزياء الكمية، على وجه الخصوص، جاءت لتُعقد الأمور أكثر في تعريف الفراغ. فمن الممكن اعتبار أنه أذا كان نظاما في الفراغ فهو معزول، هذا يعني،أنه لا يتأثر بقوة خارجية. ومع ذلك فإن ميكانيكا الكم تتنبأ بالعديد من الأحداث التي تحدث في الفراغ، إنه الفراغ الكمي.

## مبدأ اللايقين لهايزنبرغ
مبادئ اللايقين لهايزنبرغ (و المعروف أيضاً بمبدأ الريبة) هو نتيجة مباشرة لازدواجية موجة-جسيم. أحد هذه المبادئ يمكن كتابته على الشكل التالي {\displaystyle \Delta E\Delta t\geq \hbar } حيث {\displaystyle \hbar } هي ثابت بلانك الموحد. هذه المعادلة تعني أن ناتج جداء عدم اليقين في الطاقة و عدم اليقين في الزمن يكون دائما بالضرورة أكبر من قيمة غير منعدمة. هذا يعني أنه من الممكن وجود طاقة لفترة قصيرة جدا من الزمن. هذا الميكانيزم هو أصل تقلبات الفراغ.

## تقلبات الفراغ وخلق أزواج من الجسيمات
المعادلة الأكثر شهرة في الفيزياء {\displaystyle E=mc^{2}} تعكس التكافؤ بين الكتلة والطاقة. إذن بأخد الطاقة من الفراغ من الممكن خلق جزيئات ثقيلة. هذه الميكانيزم هو المسؤول عن ظهور أزواج من الجسيمات الافتراضية.و بالتالي حسب ميكانيكا الكم فالفراغ مملوئ! بالجسيمات الافتراضية التي تظهر لفترة قصيرة قبل ان تختفي. هذه الجسيمات الافتراضية تظهر في نظرية الحقل الكمومي: آثارها تنطوي على تصويب الحسابات في النظريات القابلة لإعادة التوحيد renormalizable. هذه الحسابات المعقدة نسبيا بنيت على قواعد: قواعد مخطط فاينمان، هذه الأخيرة ضُمِّنَت في أعمال بيير كارتييه وألان كن.

## تقلبات الفراغ و تأثير كازيمير
انظر مقالة تأثير كازيمير
المظاهر التجريبية الأكثر وضوحا لتقلبات الفراغ هي قوة كازيمير. بين مرآتين مستويتين بشكل تام و دقيق، توجد قوة جاذبية التي مصدرها تقلبات الفراغ. و هي حقيقة تجريبية تم التحقق منها بالفعل حاليا.

## تقلبات الفراغ و فارق لامب
أول أثر تقلبات الفراغ الملحوظة هي من ازدواجية إشعاع الانبعاثات في الطيف الذري. هذه الازدواجية تخلق جسيمات افتراضية التي يمكن أن تتفاعل مع جزيئات حقيقية.

## تقلبات الفراغ و الإشعاع
ستيفن هوكينغ يشرح أيضاً إشعاع هوكينغ بواسطة تقلبات الفراغ. تحت التأثير القوي ل حقل الجاذبية للأجرام السماوية، يتأثر الفراغ الكمي، الأمر الذي يؤدي إلى ظهور إشعاع الجسم الأسود.

تأثير أونروه يستند أيضا على تفسيرات تقلبات الفراغ. الانزياح نحو اللون الأحمر للفوتونات الافتراضية بسبب التسارع الموحد يؤدي إلى ظهور إشعاع الجسم الأسود.

## انطر أيضا
- ميكانيكا الكم
- مبدأ الريبة

## وصلات خارجية
- ميكانيكا الكم (موسوعة ستانفورد للفلسفة)
- ملاحظات حول ميكانيكا الكم
- ميكانيكا الكم نسخة محفوظة 17 يوليو 2011 على موقع واي باك مشين.
- كل شيء تريد معرفته عن العالم الكمومي — من مجلة العالم الجديد.
- تاريخ ميكانيك الكم
- ديفيد ميرمين يكتب عن التوجهات المستقبلية للفيزياء
- تطورات جديدة في فهم العلاقة بين الفيزياء الكلاسكية-الكمومية
- المرشد للفيزياء الكمومية
- أسئلة متكررة حول الرنين الكمومي
- مجموعة دروس قابلة للتنزيل حول ميكانيك الكم
- مقدمة للميكانيك الكمومي
- “Quantum Trickery: Testing Einstein's Strangest Theory,” نيويورك تايمز, 27 ديسمبر، 2005.
- محاضرات ثلاث لهانز بيثي